# Грауэр, Питер
Питер Грауэр — (англ. Peter Grauer; 25 октября, 1945, Филадельфия, Пенсильвания, США) председатель совета директоров и казначей Bloomberg. В течение своей карьеры в бизнесе руководил шестью компаниями. Занимал должность независимого директора Glencore. Грауэр являлся членом Международного делового совета Всемирного экономического форума в Давосе.

## Биография
Окончил Университет Северной Каролины и Гарвардскую бизнес-школу.
В 2019 году штат компании, руководимой Гравером, достигал 20000 человек и имел офисы в 120 странах. Выручка Bloomberg равнялась 10 млрд долларов. При Грауэре компания приобрела журнал Business Week. Велся активный поиск для вложения в стартапы в Силиконовой долине, Израиле и других местах.
Он был членом совета директоров Bloomberg с 1996 года. В 2001 стал его председателем. С 2002 он полностью заменил в качестве руководителя Майкла Блумберга — основателя компании.
До прихода в организацию с 1992 по 2000 Грауэр занимал управленческий пост в Donaldson, Lufkin & Jenrette. Он является основателем DLJ Merchant Banking Partners и DLJ Investment Partners, а также был управляющим директором и старшим партнером CSFB Private Equity. Был независимым директором компании Blackstone. В 2019 совмещал руководство Bloomberg и DaVita, Inc. — медицинским сервисом, торгующимся на Нью-Йоркской бирже. Грауэр не только возглавляет Международный деловой совет на давосском форуме, но и является его основателем. Он Также он членствует в Азиатском международном совете.
По мнению одного профильного издания председатель совета директоров Bloomberg считается одним из самых толерантных управленцев в мире по отношению к людям с различной сексуальной и иной ориентацией. Также в 2019 его назвали одним из ведущих руководителей в мире по ориентированности на включение женщин в рабочий процесс.
С Майклом Блумбергом Грауэр познакомился, когда на тот момент его шестилетняя дочь занималась верховой ездой. Оба отца общались, ожидая своих детей во время тренировок и стали друзьями. Позднее — в 2001 году — когда будущий мэр Нью-Йорка ушёл в политику, он предложил Грауэру возглавить компанию.
По признанию самого Грауэра 55 % своего рабочего времени он проводит общаясь с коллегами, ещё 15 думает о финансовых проблемах фирмы, 12 — о клиентах и до 7 процентов — о стратегии компании. Ещё около 10 процентов он тратит на участие в советах директоров предприятий, в которых заседает.